# Shake It Up (chanson)
Pour les articles homonymes, voir Shake It Up.
Singles de Kumi Kōda
D.D.D.
(2005) Lies
(2006)
Shake It Up est le 22e single de Kumi Kōda sorti sous le label Rhythm Zone le 28 décembre 2005 au Japon. Il atteint la 6e place du classement de l'Oricon. Il se vend à 44 419 exemplaires la première semaine, et reste classé pendant 5 semaines, pour un total de 47 014 exemplaires vendus. Shake It Up est le 4e single d'une série de 12, un nouveau sort chaque semaine pendant 12 semaines. Sur chaque pochette de ses différents singles, Kumi porte une robe traditionnelle d'un pays; pour Shake It Up c'est le Brésil.
Shake It Up a été utilisé comme musique de fin pour l'émission The Sunday sur Nippon TV. Shake It Up se trouve sur la compilation Best: Second Session et sur l'album remix Koda Kumi Driving Hit's 2.

## Liste des titres
Toutes les paroles sont écrites par Kumi Kōda, Hiroshi Kim.
| 1. | Shake It Up                | Hiroshi Kim, INVISIBLE HAND | 5:01 |
| 2. | Shake It Up (instrumental) | Hiroshi Kim, INVISIBLE HAND | 4:59 |